# Vitali Malkine
Pour les articles homonymes, voir Malkine.
Vitali Malkine (en russe : Виталий Борисович Малкин, Vitali Borissovitch Malkine) est un homme d'affaires, philanthrope et homme politique russe.
Il a été physicien, banquier et sénateur.

## Biographie

### Enfance et formation
Fils de Juifs ukrainiens, Vitali Malkine est né le 16 septembre 1952 à Pervoouralsk dans l'oblast de Sverdlovsk en Russie.
En 1975, Vitali Malkine termine l'université avec un diplôme rouge (mention excellent) et poursuit son cursus en physique avec un doctorat à l'Université d'État de Moscou des transports ferroviaires (MIIT), où il se consacre à une thèse sur la métrologie du rayonnement laser.

### Carrière
Il commence sa carrière en 1988 en travaillant pour AgroProgress (entreprise d'échange d'ordinateurs et de téléphones).
En 1990, il ouvre la banque de crédit Rossiiskii.
il fit d’abord fortune dans l’importation de matériel informatique en Russie avant de devenir banquier, en fondant ce qui deviendra la troisième banque russe : Rossiiskii Kredit.
Il a eu un passeport israélien sous le nom de « Avihur Ben Bar » jusqu'en 2007, date à laquelle il a dû y renoncer du fait de la loi russe, qui n'autorise pas les sénateurs à avoir une double nationalité. Ce n'est qu'en 2013, après avoir renoncé à tous ses mandats politiques, qu'il a pu recouvrer sa nationalité israélienne.

### Vie privée
Vitali Malkine est marié, père de six enfants : Leonid (né en 1986), Daniel (né en 1996), Elian (né en 1998), Yasmina Antonia (née en 2013), Misha Alexandra (née en 2016) et Herman (né en 2017).

## Fortune
Pendant plusieurs années, Vitali Malkine a eu l'obligation de déclarer sa fortune pour rester membre du Conseil de la fédération.

## Engagement social et politique

### Activité en tant que vice-Président du Congrès juif de Russie
Vitali Malkine a fait partie du groupe des hommes d'affaires russes qui ont fondé le Congrès juif de Russie (CJR ou REK) en 1996[réf. nécessaire]. L'organisation a été créée en tant que fondation caritative, avec pour objectifs principaux de financer l'activité de la communauté juive et lutter contre l'antisémitisme.

### Activité politique en tant que sénateur
Le 1er janvier 2004, Malkine est élu membre du Conseil de la fédération de Russie (sénateur) pour la république de Bouriatie. Son mandat a été reconduit le 19 septembre 2007, puis le 18 mai 2012.
En mars 2013, Vitali Malkine démissionne de son mandat au Conseil de la fédération après que le blogueur anticorruption Alexeï Navalny révèle que Malkine avait la nationalité israélienne en violation des lois russes sur la double nationalité.
Navalny a également affirmé que Vitali Malkine possédait des biens immobiliers à l'étranger qui ne figuraient pas sur ses déclarations fiscales, notamment 111 (cent onze) appartements à Toronto au Canada et un appartement dans le bâtiment Time Warner à New York aux États-Unis d'une valeur de 16 millions de dollars. Étant donné que les accusations initiales avaient été rendues publiques, d'autres accusations suivirent dans les médias russes sur les finances de Malkine, son éventuelle nationalité française, et sa tentative supposée de recevoir la citoyenneté canadienne dans les années 1990. Malkine eut beau nier avec force toutes ces accusations calomnieuses et déclarer qu'il était victime d'une campagne de dénigrement, il ne put que se résoudre à la démission, qu’il justifia comme nécessaire : « c’était la première étape pour protéger le gouvernement contre ces attaques ».

### Fondation Era
Vitali Malkine a créé en 2004 la Fondation caritative « Era ». La fondation est située en Bouriatie et travaille à plusieurs missions en parallèle : aide aux enfants («Les enfants sont notre avenir»), soutien de la culture nationale bouriate, soutien de la communauté bouriate («La Petite Patrie»), aide aux personnes âgées - « Aide aux vétérans », « La culture et le sport », développement de la culture (« Le Patrimoine »), « L'enseignement et la science ».

### Fondation Espoir
Sa fondation Espoir, lancée en 2014 au Luxembourg et en partenariat avec l’UNICEF lutte contre l’excision et l’infibulation en Éthiopie.

## Polémiques

### Affaire canadienne
Vitali Malkin a d’abord demandé la résidence permanente en tant qu’entrepreneur auprès du consulat canadien à Detroit en 1994, et a déposé une plainte en 1998 après que la demande ait été rejetée.
La procédure eut lieu pendant les investigations liées à l’Angolagate dans lequel le nom de M. Malkine était cité en lien avec un scandale impliquant le transfert de l’allègement de la dette publique entre l'Angola et la Russie,. Les autorités d'immigration du Canada craignaient que Malkine ne soit associé au blanchiment d'argent, au commerce illicite des armes et au commerce interdit des diamants de la guerre angolaise.
Une fois blanchi par le tribunal suisse, Vitali Malkine a contacté le Service canadien du renseignement de sécurité (SCRS) et la Gendarmerie royale du Canada (GRC), ce qui a été la raison de l'interdiction d'entrée au Canada.
Se voyant interdit de séjourner au Canada, Vitali Malkine a créé des sociétés pour ses avoirs en Amérique, notamment Invincible Holdings USA, Inc. et Vigilant Investment Holdings USA, Inc., et en a confié la gestion à Marina Bulman, son associée au Canada.
Lors du procès qui opposa Marina Bulman et Vitali Malkine en 2010, Marina Bulman a reconnu qu’elle était à l’origine d’une campagne diffamatoire à l’encontre de son associé dans l’objectif de lui faire interdire l’entrée au Canada. En 2016, les recours au pénal à l’encontre de Madame Bulman étaient toujours en cours.
En novembre 2012, Vitali Malkine a enfin pu aller au Canada en visite privée. Au cours de la visite, il a eu des rencontres avec les associations publiques, culturelles et juives du Canada, notamment avec le directeur général de B'nai Brith.

### Investissements en Corse

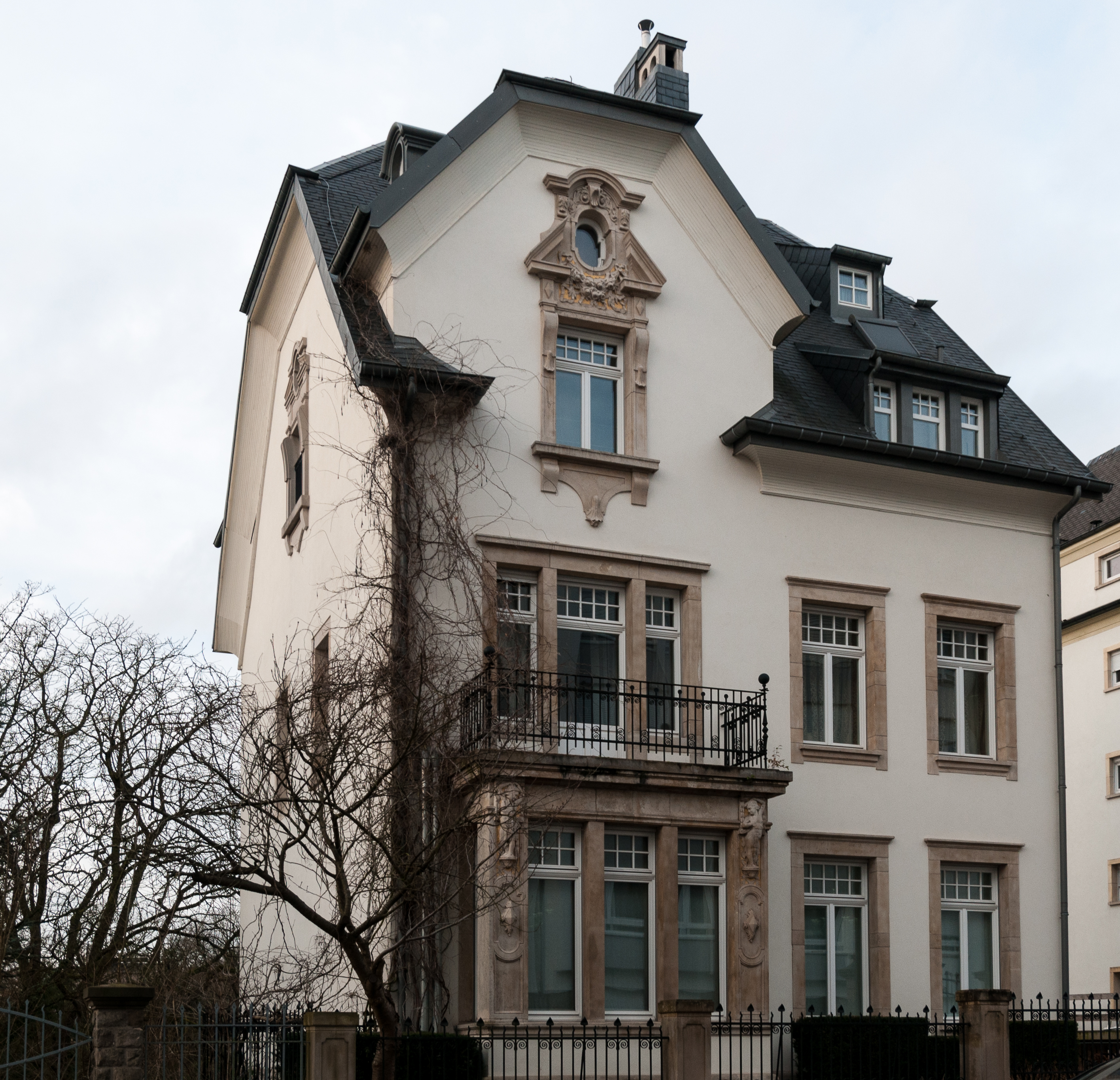
Le 59, boulevard de la Pétrusse à Luxembourg, siège de multiples sociétés de Vitali Malkine.

En 2012, il souhaite investir dans un restaurant en Corse, mais il déclare par la suite avoir été arnaqué,.

### Loi Magnitski
À la suite de la mort suspecte de Sergueï Magnitski, Vitali Malkine dirige une délégation de quatre sénateurs russe devant le congrès américain. Il tente, sans succès, de convaincre les législateurs américains de ne pas voter la loi Magnitski.
Les actions de la délégation russe ont provoqué une réaction de Browder : en réponse aux accusations, Browder a de nouveau accusé les autorités russes de corruption et présentant Malkine comme un criminel. Dans ses interviews, Browder affirmait que le sénateur avait calomnié Magnitski, son « ami assassiné », en défendant les fonctionnaires russes impliqués dans la corruption. Dans ses déclarations, Browder accusait Malkine d'implication dans l'affaire des ventes d'armes à l'Angola dans les années 1990 et de liaisons avec la criminalité organisée internationale. Il prétendait que son interdiction d'entrée au Canada en était la preuve. Browder demanda même au Canada de promulguer une « loi Magnitski » et de durcir les mesures à l'égard des gens « coupables de crimes similaires ».
Cette délégation visait à empêcher la promulgation d'une loi américaine visant des fonctionnaires russes suspectés d'être impliqués dans la mort de l'avocat, en vain, puisque le Congrès la vota finalement.

### Propriétés en France
Un arrêt de la 1re chambre civile de la cour d'appel de Chambéry (Savoie) a révélé en 2020 l'opacité des montages lui permettant l'achat de propriétés foncières en France, en particulier dans la station de Courchevel.

## Ouvrages
- Illusions dangereuses : Quand les religions nous privent de bonheur, Hermann, 2018.
- Le sexe est le pire ennemi de Dieu, éditions VM, 154 p.
- La ruse du Dieu unique- Comment les hommes se sont leurrés dans la soumission, éditions VM, 292 p., 2021.
- Identités fatales- Comment la discrimination positive à fait sombrer l'URSS et menace le monde contemporain, éditions VM, 44 p.
- Crépuscule de la liberté d'expression- Enquête sur une liberté en voie d'extinction, éditions VM, 72 p. , 2021.